# Эшер, Джей
Джей Эшер (англ. Jay Asher) — американский писатель современных романов для подростков. Известен прежде всего романом «Тринадцать причин почему».

## Биография
Джей Эшер родился в Аркейдии, штат Калифорния 30 сентября 1975 года. Он вырос в семье, которая поощряла все его интересы: от игры на гитаре до писательства. Свои первые книжки он написал ещё в средней школе. После окончания средней школы он поступил в колледж в Сан-Луис-Обиспо, решив стать учителем начальной школы. Затем он поступил в Политехнический университет штата Калифорния в Сан-Луис-Обиспо, где он оставил свой последний год обучения, чтобы продолжить свою карьеру в качестве серьезного писателя. На протяжении всей своей жизни он работал в качестве продавца обуви, книг, библиотекарем. В настоящее время он женат и живёт в Калифорнии.

## Экранизации
- 13 причин почему (2017) — экранизация одноимённого романа.